# Campo de las Naciones

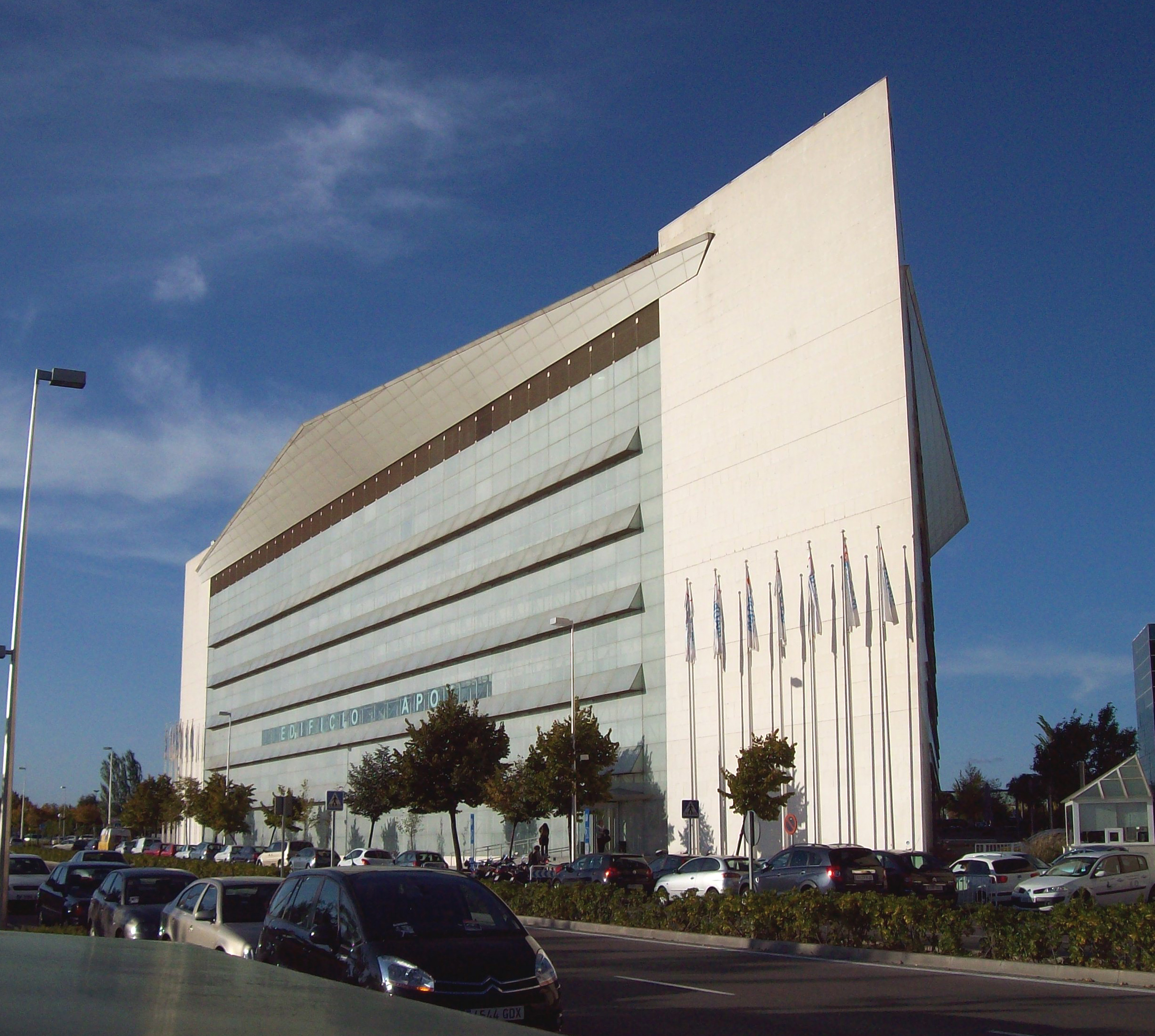
El edificio Apot, de estilo moderno, que es la arquitectura típica de la zona

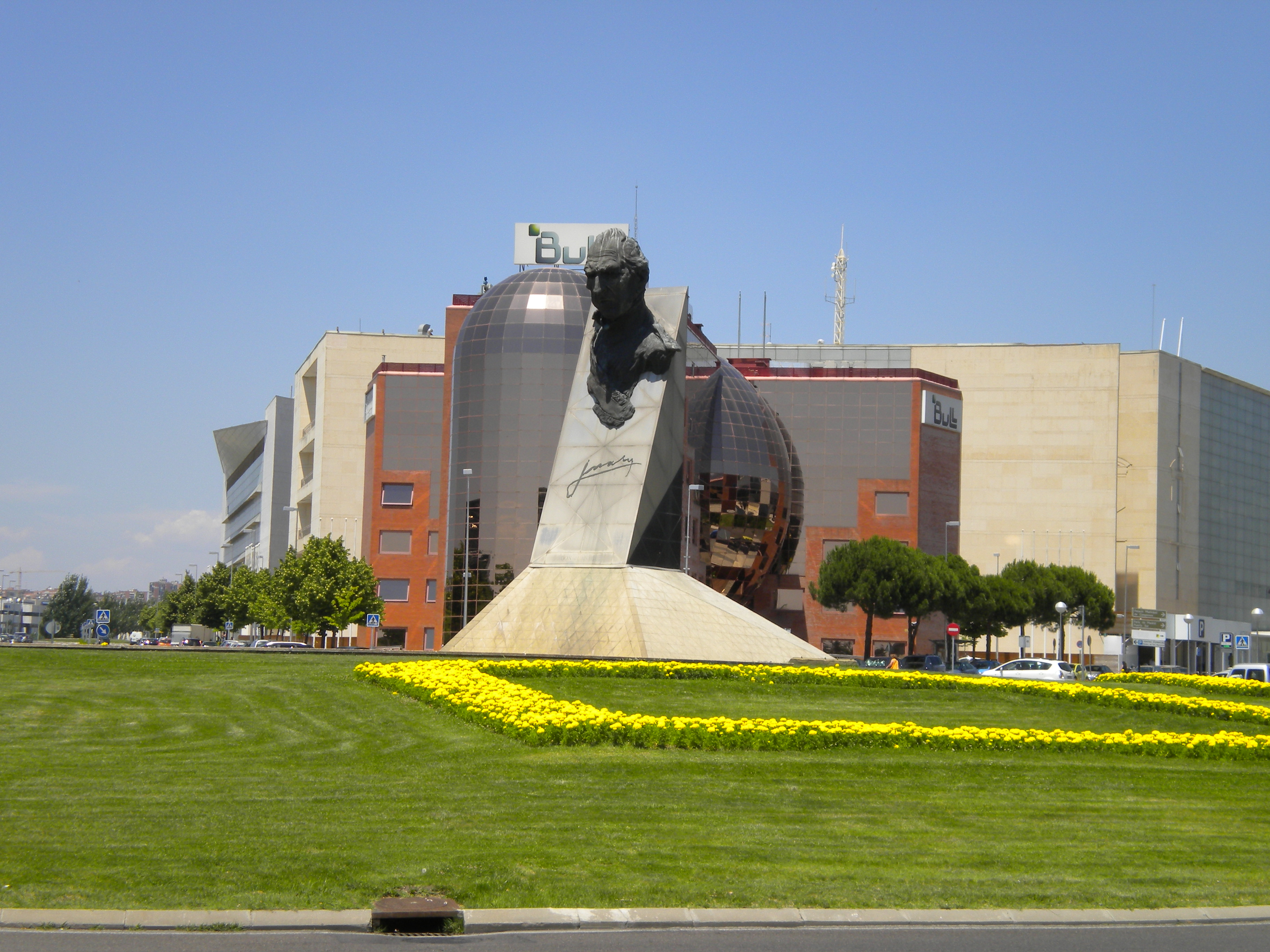
Glorieta Don Juan de Borbón en el Campo de las Naciones, junto al parque Juan Carlos I

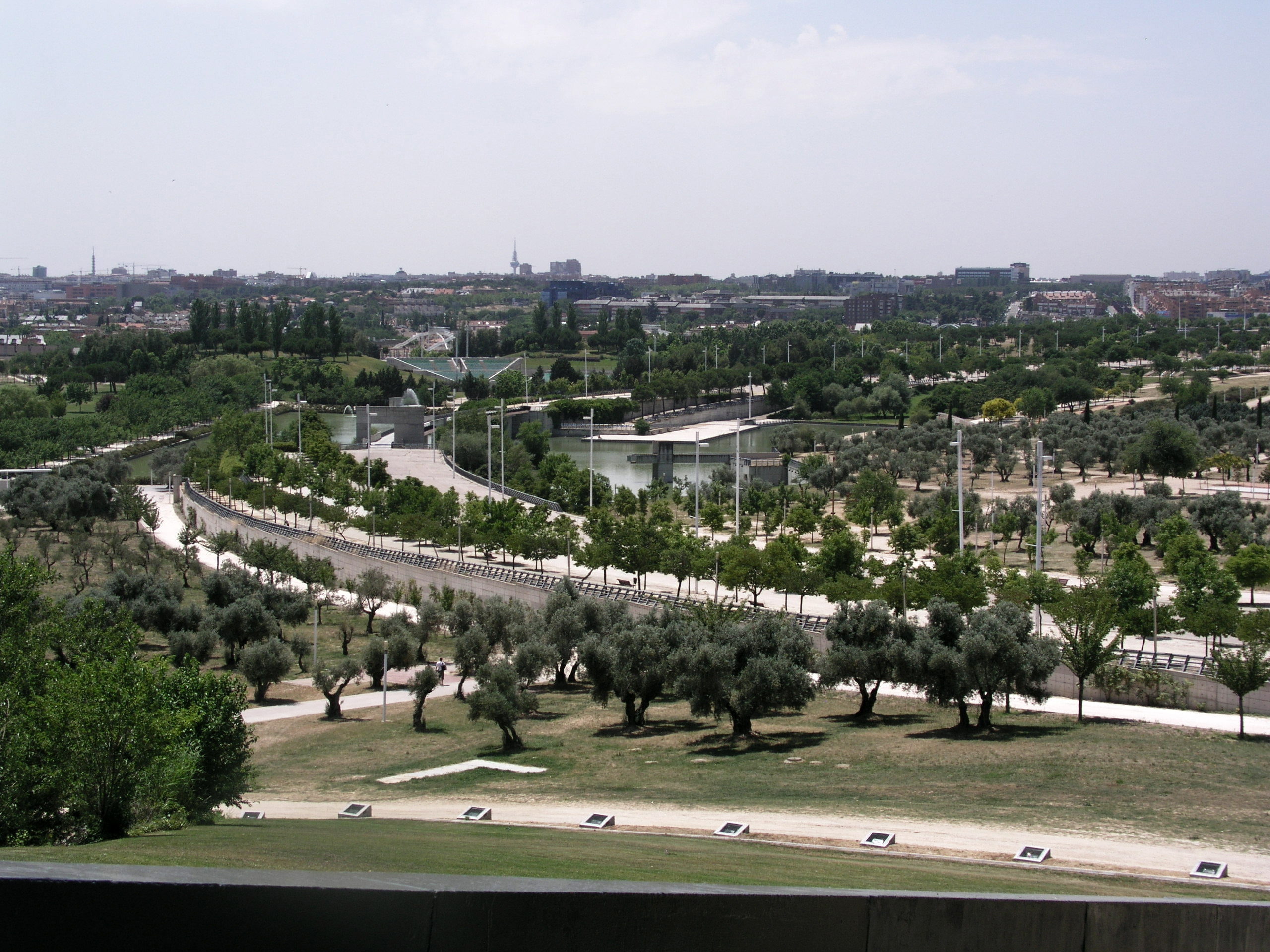
Parque Juan Carlos I

El Campo de las Naciones es un espacio situado en el barrio de Corralejos del distrito de Barajas, en Madrid, España.
En él se encuentran el Palacio Municipal de Congresos de Madrid, el recinto ferial de IFEMA, el parque Juan Carlos I y el parque empresarial Puerta de las Naciones.

## Historia
En los años 1980 se decide adaptar esta área para el turismo, los negocios y los congresos. En 1988 se crea una empresa pública municipal llamada Campo de las Naciones para las infraestructuras de congresos y otros eventos que se celebrasen en edificios (sobre todo de esa zona) adscritos a este ente. En 1991 se inauguran en la zona las nuevas instalaciones feriales del Ifema. En el año 2006 la empresa Campo de las Naciones gestionaba ya el Palacio Municipal de Congresos, el Madrid Arena, el auditorio del parque Juan Carlos I, el edificio Apot y los pabellones del Recinto Ferial de la Casa de Campo. Ese mismo año la empresa pública cambiará su nombre por Madrid Espacios y Congresos S.A., que a su vez adoptará el nombre comercial de Madridec. Posteriormente, Madridec pasó también a gestionar un pabellón deportivo llamado la Caja Mágica, que acogió eventos a partir de 2009. Madridec quebró en 2013 y el ayuntamiento se hizo cargo de sus deudas y de sus activos.